# Popowo (Lipno)
Popowo è una frazione polacca della città di Lipno, nel voivodato della Cuiavia-Pomerania, nel distretto di Lipno.
Qua è nato il celebre sindacalista e statista Lech Wałęsa.